# Marabá
Marabá, amtlich portugiesisch Município de Marabá, ist eine Stadt am Ufer des Rio Tocantins bei der Einmündung des Rio Itacaiúnas im brasilianischen Bundesstaat Pará. Die Stadt liegt knapp 500 km südlich von Belém und ist mit 283.542 Einwohnern, Marabaenser (marabaenses) genannt, laut Schätzung 2020 die viertgrößte Stadt im Bundesstaat Pará. Die Gemeindefläche umfasst rund 15.128 km².

## Geografie
Umliegende Gemeinden sind im Norden Novo Repartimento, Itupiranga, Nova Ipixuna und Rondon do Pará; im Süden São Geraldo do Araguaia, Eldorado do Carajás, Curionópolis und Parauapebas; im Osten Bom Jesus do Tocantins, São João do Araguaia und São Domingos do Araguaia; im Westen São Félix do Xingu.

Stadtgliederung

Stadtbezirke:

## Söhne und Töchter der Stadt
- Josimo Morais Tavares (1953–1986), Priester, ermordeter Menschenrechtler
- Sebastião Miranda Filho Tião Miranda (* 1957), Politiker und Unternehmer
- João Salame Neto (* 1962), Politiker, Journalist und Medienunternehmer
- Flavya Mutran (* 1968), Fotografin
- Francisco Alves dos Santos Chicão (* 1981), Fußballspieler
- Hedenílton Andrade Melo Dudé (* 1987), Fußballspieler
- Alan Fonteles Cardoso Oliveira (* 1992), paralympischer Leichtathlet
- Marcos Vinícius (* 1994), Fußballspieler
- Paulo Baya (* 1999), Fußballspieler

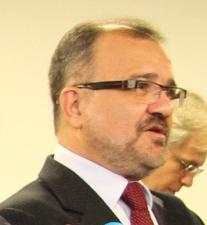
João Salame Neto (2013)
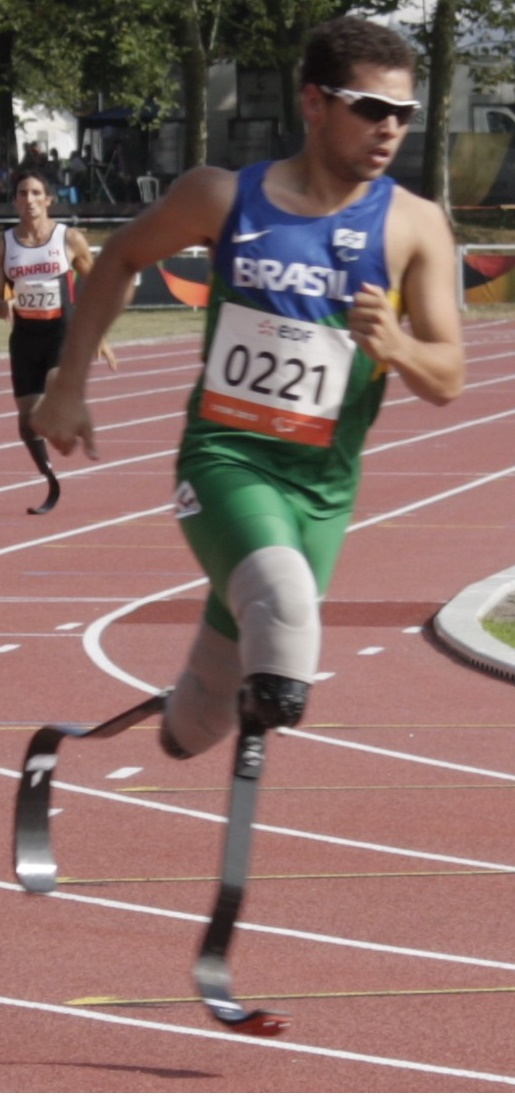
Alan Fonteles Cardoso Oliveira bei den Leichtathletik-Weltmeisterschaften der Behinderten 2013